# Le Grand Gama
Gama Pahalwan (en ourdou : گاما پھلوان) ou Ghulam Muhammad (en ourdou : غلام محمد), surnommé Le Grand Gama, (né le 22 mai 1878 à Amritsar et mort le 	
23 mai 1960 à Lahore) est un catcheur et lutteur indien puis pakistanais,, qui resta invaincu pendant plus de cinquante ans. 

## Biographie
Sur le plan international, à Londres, il a défié en 1910 trois champions : le Polonais Stanislaus Zbyszko (en), et les Américains Frank Gotch et Ben Roller (en). Le défi est d'abord relevé par Roller qui s'incline. Le 10 septembre, Zbyszko, alors champion du monde, l'affronte : Gama le positionne au sol au bout de 1 minute 40 et le maintient ainsi durant 2 heures et 35 minutes, entrecoupé de grappling : les arbitres déclarent l'égalité. Le 17 septembre, un nouveau combat entre les deux hommes est organisé, mais Zbyszko ne s'y présente pas. Gama est déclaré champion du monde.